# Ride Me Five
Nicolás Zenón Jarne Bueno (Madrid, c. 1988), conegut com Nico, és un youtuber espanyol que porta el canal de Ride Me Five. A mitjans de setembre de 2021, el canal tenia 993 mil subscriptors.
Encara que resideix a Palma, Nico va cursar a Madrid dos cicles formatius; un de mecànica automotriu i l'altre de gestió comercial. Després es va graduar en Màrqueting en la Universitat Rey Juan Carlos.
Aficionat a l'aventura, en 2008, va fer el seu primer gran viatge en motocicleta de Madrid a Edimburg amb una Kawasaki ZZR-250.Amb l'objectiu de fer una volta al món, el 2017 Nico va iniciar un viatge amb un Honda Transalp 650 des de Palma, on resideix, cap al continent africà. A través del seu canal de YouTube, va anar documentant a la xarxa social la seva aventura amb vídeos gravats i editats per ell mateix.
Ride Me Five és una sèrie documental d'aventures en motocicleta i de divulgació cultural. Com el mateix Nico explica, Ride Me Five l'ha portat a conèixer una realitat molt distinta de la que reflecteixen a la televisió i els mitjans convencionals. A través de les seves gravacions, documenta la ruta que va seguint, com esquiva els problemes que l'hi sorgeixen al seu pas i sempre que pot, enregistra testimonis i comparteix experiències en primera persona amb els habitants o les tribus locals o ètnies de Moçambique, Angola, Namibia entre moltes altres, per exemple els del poble Himba. La majoria d'aquests continguts se centren en els costums locals i en el dia a dia dels països visitats.
Nico va obtenir el dia 9 de març de 2023 el premi SGE dels premis de la "Sociedad Geográfica Española" 2021-2022 com un reconeixement a la seva trajectòria de viatger i el seu amor per la geografia. Es pot veure l'informació en aquest potcast.